# Miguel Barreiro
Miguel Manuel Francisco Barreiro (5 de julio de 1789, Montevideo, Virreinato del Río de la Plata – Montevideo, Uruguay, 12 de mayo de 1848) fue un patriota y político uruguayo. 

## Trayectoria
Hijo de Manuel José Barreiro Camba y de Bárbara Bermúdez Artigas (prima de José Gervasio Artigas), pertenecía a una familia de buena posición
social. Casado con Gabriela Sierra y Nieva Castilla. Adhirió de la causa patriota desde el año 1811, en el primer sitio de Montevideo como secretario de Artigas al cual acompañó al Éxodo del Pueblo Oriental.
Actuó como secretario del gobierno provincial de 1813, y posteriormente como miembro del Congreso de Tres Cruces, donde el 4 de abril se redactaron las Instrucciones del año XIII, Artigas depuso su mando, resolviéndose el envío de diputados, que presentarían a la Asamblea Constituyente de las Provincias Unidas en Buenos Aires.
En el bienio 1814 y 1815 fue portador de la palabra de Artigas en varias negociaciones con los políticos porteños y también con los subalternos de armas, fue enviado por Artigas en julio de 1815 al Campamento General en Montevideo, ya en posesión de los orientales, para sustituir al jefe de la plaza Fernando Otorgués. En esa posición, por instrucciones de Artigas, participó de los asuntos comunes y principalmente económicos al Cabildo. Apoyo la tarea de Dámaso Antonio Larrañaga en la organización de la Biblioteca Nacional, inaugurada en 1816.
En agosto de 1816 en el marco de la invasión luso-brasileña, asumió funciones de jefe militar y civil por lo que dispuso que el Cuerpo de Cívicos de la ciudad marchara a campaña a reforzar el ejército de operaciones, cuerpo este compuesto por hijos de españoles, y elementos no afines a los orientales iniciaron una sublevación el 2 de septiembre, conjurada al día siguiente.
Ante la derrota militar, Barreiro abandonó Montevideo la noche del 18 de enero de 1817, acompañado del cabildante Joaquín Suárez y algunos hombres de armas. Al día siguiente Carlos Federico Lecor entraba triunfalmente en Montevideo.
En julio del año siguiente cayó prisionero de los portugueses en Queguay Chico, y fue conducido a Montevideo en compañía de su esposa, prisionera junto a él, pasaron a la cárcel del Cabildo y posteriormente a un buque de guerra anclado en la bahía. Una vez liberado, se retiró de la actividad política.
La invasión de los Treinta y Tres Orientales en 1825, lo reintegraron a la vida pública y representando a Colonia se incorporó a la Asamblea Nacional Constituyente y Legislativa, el 29 de noviembre de 1828.
Electo senador por Cerro Largo para el periodo 1830 - 1836, se embarcó con un grupo de civiles que acompañaron al general Juan Antonio Lavalleja en su actitud rebelde del año 1832, lo que produjo su exoneración a su investidura senatorial, junto con los diputados Silvestre Blanco y José Benito Blanco, por decreto del poder ejecutivo.
En 1840 fue elegido senador, con otra orientación política, pero esta vez por Soriano, en la Defensa de Montevideo formó parte del grupo colorado que acompañaba al coronel Venancio Flores. Ejerció como miembro de la Asamblea de Notables en febrero de 1846. Joaquín Suárez lo hizo Ministro de Hacienda y Relaciones Exteriores el 5 de julio de 1847 presentó su renuncia a los dos meses, retirándose definitivamente de la función de estado.
La Intendencia de Montevideo le dedicó una calle con su nombre en el barrio de Pocitos.